# Emile Gosselin
Émile “Milou” Gosselin (født 17. november 1921 i Leuven, død 13. marts 1982 i Oostende) var en cykelrytter fra Belgien. Hans primære disciplin var banecykling. Gosselin var professionel fra 1941 til 1956.
Fra 1938 til 1941 blev han belgisk amatørmester i sprint.
Ved den første udgave af Københavns seksdagesløb efter 2. verdenskrig blev det i 1951 til tredjepladsen med den danske makker Evan Klamer.